# 1985 en Bretagne
 Chronologie de la Bretagne
- 1981
- 1982
- 1983
- 1984
- 1985
- 1986
- 1987
- 1988
- 1989

Cette page recense des événements qui se sont produits durant l'année 1985 en Bretagne.

## Société

### Naissance
- 3 juin à Brest : Kayden Boche[1], mannequin, acteur, réalisateur, directeur photo, producteur de musique et compositeur — principalement connu pour ses apparitions dans les campagnes publicitaires Dior Be Iconic et Eau Délice, aux côtés du mannequin Daphne Groeneveld[2],[3],[4],[5].

- 24 septembre à Brest : Jean-Marie Hallégot, comédien et animateur sourd français.

## Économie
- 9 août : Mise à l'arrêt de la centrale nucléaire de Brennilis.

## Culture

### Langue bretonne
- Obtention de la possibilité de passer un CAPES de breton bivalent permettant d'enseigner une seconde discipline[6].

## Sports
- Fondation des Albatros de Brest, club de hockey sur glace.